# Rhéo
Dans la mythologie grecque, Rhéo ou Rhoéo (en grec ancien : Ῥοιώ / Rhoiṓ) est la fille de Staphylos et la sœur d'Hémithéa. On la dit parfois sœur de Molpadie et Parthénie.

## Le mythe
Lors du passage de Lyrcos, elle tombe amoureuse de celui-ci, tout comme sa sœur qui devient de ce fait sa rivale (Hémithéa finit par avoir un enfant de Lyrcos). Plus tard, Apollon la séduisit et la mit enceinte. Staphylos, pensant que l'amant de sa fille n'était qu'un vulgaire mortel et non un dieu, mit celle-ci dans un coffre et l'envoya sur la mer. Le coffre finit par échouer en Eubée (ou bien à Délos). Rhéo y mit au monde un fils nommé Anios, qu'elle déposa devant l'autel d'Apollon, qui le prit sous sa protection et le cacha. Puis elle épousa un mortel du nom de Zarex, fils de Carystos. Elle en eut cinq (d'autres disent deux) fils. Cependant seul le nom d'Anios traversa le temps.[réf. nécessaire]
Une tradition isolée et aberrante fait de Rhéo la mère de Jason et la maîtresse d'Éson.[réf. nécessaire]

## Postérité
L'astéroïde (5258) Rhéo porte son nom.